# Bari (tỉnh)
Tỉnh Bari (tiếng Ý: Provincia di Bari) là một tỉnh cũ trong khu vực (hoặc Puglia) Apulia của Italia. Tỉnh lỵ là thành phố Bari. Từ năm 2015, tỉnh Bari bị thay thế bằng thành phố trung tâm Bari.
Tỉnh có diện tích 5.138 km ², dân số tổng cộng 1.594.109 người (2005). Có 48 comuni (số ít: comune) trên địa bàn tỉnh. Tuy nhiên, trong năm 2009 tỉnh Barletta-Andria-Trani sẽ được tạo ra, mang theo bảy của những comuni với tổng dân số 346.025. (Ba comuni của tỉnh mới sẽ đến từ các tỉnh của Foggia.) Điều này sẽ để lại các tỉnh còn lại của Bari với 41 comuni và điều chỉnh dân số 1.248.084 của cuộc điều tra dân số năm 2005.